# Weny Rahmawati
Weny Rahmawati (* 9. Oktober 1983, verheiratete Weny Rasidi) ist eine französische Badmintonspielerin.

## Sportliche Karriere
Weny Rahmawati gewann 2005 ihre ersten Titel bei den französischen nationalen Meisterschaften und auch bei den French Open. 2006 wurde sie französische Hochschulmeisterin und siegte bei den Cyprus International. 2007, 2008 und 2010 gewann sie den französischen Damendoppeltitel.

## Erfolge im Badminton
| Saison    | Veranstaltung                       | Disziplin   | Platz | Name                                |
| --------- | ----------------------------------- | ----------- | ----- | ----------------------------------- |
| 2004/2005 | Französische Meisterschaft          | Mixed       | 1     | Jean-Michel Lefort / Weny Rahmawati |
| 2004/2005 | Französische Meisterschaft          | Damendoppel | 1     | Elodie Eymard / Weny Rahmawati      |
| 2005      | French Open                         | Damendoppel | 1     | Elodie Eymard / Weny Rahmawati      |
| 2005/2006 | Französische Meisterschaft          | Damendoppel | 1     | Elodie Eymard / Weny Rahmawati      |
| 2005/2006 | Französische Hochschulmeisterschaft | Dameneinzel | 1     | Weny Rahmawati                      |
| 2006      | Cyprus International                | Damendoppel | 1     | Elodie Eymard / Weny Rahmawati      |
| 2006/2007 | Französische Meisterschaft          | Damendoppel | 1     | Elodie Eymard / Weny Rahmawati      |
| 2007      | Dutch International                 | Damendoppel | 2     | Elodie Eymard / Weny Rahmawati      |
| 2007/2008 | Französische Meisterschaft          | Damendoppel | 1     | Elodie Eymard / Weny Rahmawati      |
| 2009/2010 | Französische Meisterschaft          | Damendoppel | 1     | Laura Choinet / Weny Rahmawati      |